# Lucio Cornelio Mérula (cónsul 87 a. C.)
Lucio Cornelio Mérula (en latín, Lucius Cornelius Merula) fue un sacerdote y cónsul de la República Romana.

## Carrera política
Obtuvo el cargo de flamen dialis, (alto sacerdote de Júpiter). Mérula vestía todo el tiempo la capa de sacerdote a diferencia de otros Flamen Dialis, que solo la llevaban en los oficios religiosos y cuando realizaban sacrificios.
En el 87 a. C., cuando estalló la guerra civil entre Cayo Mario y Lucio Cornelio Sila, fue nombrado como cónsul suffectus por el Senado en sustitución del aliado de Mario, Lucio Cornelio Cinna, que había huido de la ciudad. Negoció la vuelta de Cinna y Mario del exilio y abdicó de su consulado. Sin embargo, fue acusado de usurpación de las funciones consulares durante la matanza de sus enemigos políticos que llevó a cabo Mario cuando entró en Roma. Ante su condena inevitable, se suicidó abriéndose las venas en el Templo de Júpiter Capitolino e implorando a los dioses que lo vengaran de Mario y sus aliados. Aunque antes de suicidarse se quitó su capa ya que consideraba sacrílego que un Flamen Dialis muriera llevándola puesta.
El puesto de flamen dialis estaba ahora vacante, así que Mario nombró a Cayo Julio César, su sobrino de diecisiete años en sustitución de Mérula, en el 83 a. C., pero este nombramiento fue anulado por Sila al año siguiente. El puesto quedó vacante hasta el 11 a. C., bajo el reinado de César Augusto.